# Lake Jasper
Lake Jasper är en sjö i Australien. Den ligger i delstaten Western Australia, omkring 270 kilometer söder om delstatshuvudstaden Perth. Lake Jasper ligger 38 meter över havet. Arean är 4,4 kvadratkilometer. Den sträcker sig 2,3 kilometer i nord-sydlig riktning, och 3,2 kilometer i öst-västlig riktning.
I omgivningarna runt Lake Jasper växer i huvudsak städsegrön lövskog. Trakten runt Lake Jasper är nära nog obefolkad, med mindre än två invånare per kvadratkilometer. Genomsnittlig årsnederbörd är 1 186 millimeter. Den regnigaste månaden är maj, med i genomsnitt 209 mm nederbörd, och den torraste är februari, med 10 mm nederbörd.